# Im oberen Haubruch
Das Gebiet Im oberen Haubruch ist ein vom Regierungspräsidium Karlsruhe am 22. Dezember 1993 durch Verordnung ausgewiesenes Naturschutzgebiet auf dem Gebiet der Gemeinde Kraichtal im Landkreis Karlsruhe.

## Lage und Beschreibung
Das 4,5 Hektar große Naturschutzgebiet liegt am Haubruchgraben südlich von Münzesheim. Es erstreckt sich vom Ortsrand als schmales Band entlang des Baches etwa einen Kilometer in südwestliche Richtung. Es gehört naturräumlich zum Kraichgau und grenzt im Osten an das Landschaftsschutzgebiet Kraichgau.
Das Gebiet zeichnet sich durch mehrere Feuchtbiotope aus. Im Süden befinden sich Schilfröhrichte und Seggenriede, im Norden eine Reihe teilweise aufgelassener Fischteiche.

## Schutzzweck
Der wesentliche Schutzzweck ist laut Schutzgebietsverordnung „die Erhaltung und Förderung: von Feuchtgebieten, Quellbereichen und in Sukzession befindlichen Fischteichen mit entsprechenden Pufferzonen; der spezifischen Pflanzengesellschaften, insbesondere der Schilf- und Röhrichtbestände; der auf diese Lebensräume angewiesenen Tierarten, insbesondere Reptilien, Amphibien, Libellen und Vögel.“